# ヤン・コデシュ
ヤン・コデシュ（Jan Kodeš, 1946年3月1日 - ）は、チェコスロバキア・プラハ出身の男子テニス選手。1970年代前半、まだチェコスロバキアが共産主義の支配下にあった時代に活躍した名選手である。コデシュは他のチェコスロバキア出身選手の大半とは異なり、国内にとどまって活動したことから、チェコスロバキアの国民的英雄として幅広い尊敬を集めた。4大大会の男子シングルスでは通算「3勝」を挙げ、1970年と1971年に全仏オープンで大会2連覇を飾り、1973年にウィンブルドンでも優勝している。コデシュのテニスは、粘り強いグラウンド・ストロークを中心に組み立てるベースライン・プレーヤーだった。

## 来歴
ヤン・コデシュは1970年全仏オープンで4大大会初優勝を飾ったが、この大会では第7シードとして、決勝戦でユーゴスラビアのジェリコ・フラヌロビッチを6-2, 6-4, 6-0で圧倒した。1971年に大会2連覇を達成した時は、ルーマニア出身のテニス選手として初の大舞台に進出したイリ・ナスターゼを相手に、8-6, 6-2, 2-6, 7-5の接戦で競り勝った。ところが、同年の全米オープンに出場した時、コデシュはノーシードの選手であった。コデシュは1回戦で大会第1シード、オーストラリアのジョン・ニューカムを破って好発進する。全米オープンの歴史を通じて、第1シードの選手が1回戦で姿を消したのは、1930年に不覚をなめたジャン・ボロトラ（フランス）以来の珍事だった。（この大会では、男子シングルスのシード選手は8名のみだったこともあり、全仏オープン2連覇の実績を持つコデシュでもシード選手に入れなかった。）これで勢いに乗ったコデシュは、準決勝で第3シードのアーサー・アッシュを破ったが、決勝でスタン・スミスに6-3, 3-6, 2-6, 6-7で敗れて準優勝になった。
1972年全仏オープンで、コデシュは準々決勝で2日間の日没順延試合に敗れ去り、大会3連覇を逃してしまう。彼がテニス界の頂点に立ったのは、1973年ウィンブルドン選手権初優勝だった。それまでは、コデシュのテニス・スタイルは芝生コートに適応できなかった。1970年の大会で1回戦敗退に終わった後、芝生でのプレーを“この芝生は冗談のテニスだ”とぼやいたこともあった。しかし3年間で芝生への順応に成功し、決勝戦でソ連のアレックス・メトレベリを6-1, 9-8, 6-3のストレートで破って栄冠をつかんだ。（当時のウィンブルドン選手権では、ゲームカウントが「8-8」になったところでタイブレークを実施した。）世界の頂点に立ったコデシュは、2ヶ月後の全米オープンで2年ぶり2度目の決勝に進出したが、今度は2年前の1回戦で破ったジョン・ニューカムに4-6, 6-1, 6-4, 2-6, 3-6のフルセットで敗れ、2度目の準優勝に終わった。
チェコスロバキアの国民的英雄であったヤン・コデシュは、当地で後輩選手の育成にも携わった。マルチナ・ナブラチロワがまだ少女であった頃、コデシュはナブラチロワに混合ダブルスの手引きをしたこともある。現役引退後も、コデシュは男子テニス国別対抗戦・デビスカップでチェコスロバキア・チームのキャプテンを務めたり、1994年から1998年まで「チェコ・テニス連盟」の会長も務めた。1990年に国際テニス殿堂入りを果たしている。

## 4大大会優勝
- 全仏オープン：2勝（1970年、1971年）　［大会2連覇］
- ウィンブルドン：1勝（1973年）

（全米オープン準優勝2度：1971年、1973年）
| 年     | 大会           | 対戦相手                 | 試合結果           |
| ------ | -------------- | ------------------------ | ------------------ |
| 1970年 | 全仏オープン   | ジェリコ・フラヌロビッチ | 6-2, 6-4, 6-0      |
| 1971年 | 全仏オープン   | イリ・ナスターゼ         | 8-6, 6-2, 2-6, 7-5 |
| 1973年 | ウィンブルドン | アレックス・メトレベリ   | 6-1, 9-8, 6-3      |